# Discriminació positiva
La discriminació positiva (també coneguda com a acció afirmativa) és el terme que es dona a una acció que ajuda a un determinat grup social minoritari desfavorit mitjançant mesures legals, administratives o pràctiques, perquè tinguin accés a recursos o serveis on els facilitin mitjans i eines per satisfer les seves necessitats diàries. És una política important que s'utilitza per combatre les diferències entre els grups de treballadors i els ingressos. Aquest conjunt de polítiques, dirigides a corregir la situació de vulnerabilitat persistent d'una part de la població, pretén reduir i, si es pot, eliminar pràctiques discriminatòries que duu a terme la societat amb l'objectiu d'aconseguir una igualtat d'oportunitats de treball, de vot, d'accés a l'educació, etc. L'assoliment dels objectius d'aquesta pràctica és el resultat d'anys de mobilització i de reivindicacions d'aquests grups discriminats per la societat.
Les accions afirmatives democratitzen els accessos a certes institucions de les quals els grups discriminats es trobaven exclosos, però aquest fet no fa desaparèixer la discriminació, sinó que encara la visibilitza més, provocant així que si no es prenen les mesures pertinents, la podria inclús enfortir. És per això, que cal tractar el problema des de la pedagogia, no només per visualitzar-lo i trobar possibles solucions, sinó per arribar fins a l'arrel d'aquest i poder actuar adequadament.
En les últimes dècades, les dones i les minories ètniques continuen enfrontant-se a la discriminació laboral. Per tal que hi hagi una igualtat, les organitzacions d'arreu del món han implementat plans d'acció afirmativa, que són polítiques dissenyades per millorar els resultats de treball dels grups socials minoritaris desfavorits, proporcionant-los una ajuda addicional en el procés d'ocupació. Aquests plans augmenten el nombre de dones i de minories ètniques en llocs de direcció, i per tant, ajuden a promoure una diversitat organitzativa i corregir la injustícia social.
Paral·lelament, s'han realitzat diferents estudis sobre discriminació, igualtat de gènere i accions afirmatives. És el cas de l'estudi que es va fer a 276 estudiants de medicina, on els resultats van afirmar que les dones donaven més importància a les accions afirmatives, tenint en compte que la majoria d'homes i dones havien estat tractats amb igualtat però el percentatge de discriminació era més alt en les dones.

## Objectius
L'objectiu principal de l'acció afirmativa és afavorir la qualitat de vida dels grups que es troben exclosos socialment i que puguin arribar a ser recompensats pels prejudicis rebuts. Com a conseqüència, desenvolupa el principi d'igualtat d'oportunitats, tendeix a corregir les desigualtats i lluita per posar fi a la discriminació que pateixen alguns grups socials.
L'acció afirmativa busca beneficiar a la societat, ja que equipara els rols, afavoreix una equitat real, millora les condicions de les persones o grups desfavorits, permet la inclusió social, etc.
El propòsit de l'acció afirmativa en l'elecció de l'escola és crear un entorn més igualitari i divers, és a dir, que els estudiants de grups socials desfavorits en les decisions d'admissió a l'escola rebin tractaments diferencials per mantenir l'equilibri racial, ètnic o socioeconòmic.

## Història de l'acció afirmativa
El concepte d'acció afirmativa apareix als Estats Units durant els anys 60 com a resposta a l'opressió racial que van patir diferents ètnies. L'inici es troba en un incident a Alabama on, trencant amb l'habitual, una dona afroamericana es va negar a cedir el seient d'un autobús a un home blanc. Com a conseqüència, va haver-hi un gran moviment social dels afroamericans en el que van anomenar a Martin Luther King com a líder seu.
L'any 1961 va ser atribuït el càrrec de president a John F. Kennedy. Aquest, va confiar en l'acció afirmativa per a dur a terme una política d'estat que permetés una societat més democràtica. L'any 1963 Kennedy proposa l'Acta de Drets Civils (Acta de Derechos Civiles) que facilitarà els llocs de treball a totes les persones independentment del seu color y eliminarà les distincions entre ètnies.
Les mesures legals que van dur a terme alguns països no van ser suficients per lluitar contra la discriminació. Els governs es van adonar que per aconseguir una societat igualitària calia reformar la vida familiar i oferir alguns avantatges a les dones, és a dir, que no és suficient declarar la igualtat de tracte si a la realitat no hi ha igualtat d'oportunitats.
Als anys 80, aquestes mesures es van traslladar cap a Europa i van ser aplicades per disminuir les desigualtats entre els homes i les dones, per aconseguir una igualtat d'oportunitats entre els sexes.
Al nivell de les polítiques públiques, la política de la raça ha patit una transformació. Fa una generació, la lluita es va centrar en els esforços per desarmar les polítiques públiques que exigissin la segregació, per assegurar als afroamericans el seu dret de ciutadans a utilitzar els allotjaments públics de la mateixa manera i en els mateixos termes que els blancs nord-americans. La legislació històrica i els decrets governamentals, van aconseguir que els afroamericans votessin lliurement, seguessin a la part frontal d'un autobús escolar sense restriccions que es basessin en el color de la pell. Ara, una generació més tard, la legislació se centra en els esforços per combatre la discriminació a través de polítiques que exigeixen l'ús afirmatiu de la raça com un conjunt de consideracions admissibles en la presa de decisions educatives i laborals.

### Responsabilitat i plans d'acció afirmativa
L'agència Lyndon Johnson creada el 1965 per controlar l'acció afirmativa entre contractistes federals va animar aquest enfocament. El 1971, l'Oficina de Compliment de Contractes Federals (OFCC), va ordenar als contractistes que escriguessin plans d'acció afirmativa, on s'avaluessin anualment els propis treballadors; especifiquessin uns objectius per a la representació justa de les dones i les minories basades en anàlisis del mercat laboral, i horaris per assolir aquests objectius.

## Investigacions i estudis sobre l'acció afirmativa
Hi ha hagut moltes investigacions i estudis sobre el concepte d'acció afirmativa arreu del món.
Dins de l'economia, l'enfocament principal de la investigació ha estat determinar la importància d'una acció afirmativa per explicar les millores en la proporció dels guanys entre blancs i afroamericans des dels anys 60. En aquests articles, s'estudia la determinació conjunta de les creences dels empresaris i la productivitat dels treballadors en un model de discriminació estadística en assignacions de treball; i es demostra que, fins i tot quan els grups identificables estan dotats de manera avançada, l'acció afirmativa pot provocar una situació en la qual els empresaris perceben que els grups són productius desigualment.
Altres estudis van investigar si un senyal d'incompetència marca els relacionats amb els programes d'acció afirmativa. En un experiment, 129 estudiants universitaris masculins i femenins van revisar els materials de sol·licituds d'algú que el van contractar recentment per a un dels dos treballs. Els contractistes eren un home i una dona, aquesta associada a un programa d'acció afirmativa. Aquests estudiants van trobar que l'etiqueta d'acció afirmativa afecta negativament la percepció de la competència de les dones contractades, independentment del grau en què la feina fos masculina.
Una altra investigació de camp, va agafar a 184 homes blancs, els quals van proporcionar informació sobre els seus companys de treball. A més, van demostrar que la relació entre la competència percebuda i la condició d'acció afirmativa no només es va produir quan les companyes de treball eren dones blanques, sinó també quan eren homes i dones afroamericans.
A part d'això, l'etiqueta d'acció afirmativa també s'associa amb les caracteritzacions negatives de l'activitat i la potència i, en l'estudi de camp, els atributs interpersonals i els pronòstics per al progrés professional.
Els estudiants de llicenciatura d'una universitat metropolitana multicultural van ser enquestats per avaluar les creences i avaluacions de components potencials dels plans d'acció afirmativa, correlacions entre actituds cap a l'acció afirmativa i tals creences i avaluacions, diferències en les reaccions en funció de l'objectiu dels plans d'acció afirmativa. Els resultats van mostrar que moltes creences sobre l'acció afirmativa eren incorrectes, es va afavorir la contractació, la formació i l'atenció a les qualificacions dels sol·licitants, mentre que la discriminació, les quotes i el tracte preferent s'oposaven.
L'oposició a possibles components de plans d'acció afirmativa es relacionava amb el pes que se li donava a l'estat demogràfic, i les respostes variaven segons el gènere i l'ètnia en què s'entenien. Per tant, el conflicte associat amb l'acció afirmativa es pot minimitzar eliminant certes percepcions errònies sobre els plans d'acció afirmativa i incorporant components avaluats positivament.
En una altra investigació que es va dur a terme, van enllaçar dades sobre l'autoidentificació racial amb els canvis en les polítiques d'acció afirmativa en l'àmbit estatal; el que volien saber era si l'autoidentificació racial responia als incentius econòmics. Amb aquesta investigació van trobar que, després d'un estat que prohibeix l'acció afirmativa, els individus multiracials que s'enfronten a un incentiu per identificar-se sota acció afirmativa, tenen aproximadament un 30% menys de probabilitats d'identificar-se amb el seu grup minoritari. En canvi, els individus multirracials que no tenen cap mena de desavantatge per identificar sota acció afirmativa, són un 20% més propensos a identificar-se amb el seu grup minoritari una vegada que es prohibeixin les polítiques d'acció afirmativa.
Altres estudis es qüestionen si és actualment necessària l'acció afirmativa. És el cas de la investigació que es va dur a terme amb subjectes de diferent franja d'edat, gènere, nivell socioeconòmic, etc. En els resultats es van veure clarament les diferències laborals entre els llocs de treball, sent els blancs, homes i més joves empleats amb un nombre més elevat. I per tant, quedant enrere la gent gran, dones i la població amb un nivell socioeconòmic més baix.
El concepte d'acció afirmativa, en alguns casos, ha sigut la idea principal en algunes publicacions com és el cas del llibre de Thomas Sowell, pensador i economista, on fa un estudi internacional de l'acció afirmativa. Aquest, va ser dissenyat amb l'objectiu de què els estatunidencs aprenguin sobre diferents aspectes d'altres països.

## Crítiques i detractors
Existeix molta polèmica sobre la discriminació positiva i hi ha sectors que la consideren racista per ella mateixa, que no arriba als objectius proposats i que té efectes col·laterals no desitjats. A més a més, hi ha qui opina que per molt positiva que sigui no deixa de ser discriminació, ja que sempre algú resultarà discriminació per la reparació d'una injustícia històrica de la que no es beneficia i de la que no és responsable.
Avui en dia encara es debat el tema, principalment als Estats Units i a Europa. Aquesta discussió està relacionada amb el fet que es generen desigualtats i també estereotips en el cos social i la necessària disponibilitat de la "igualtat d'oportunitats" per l'equilibri estructural amb la justícia social.
Algunes de les crítiques associades amb aquest tipus de mesures ressalten el fet que aquestes, a la vegada, són discriminatòries en contra dels grups que no resulten afavorits per aquestes i que per contrari serien aptes d'accedir a aquests privilegis. També s'argumenta que per aquesta via es contribueix a emfatitzar la situació de la segregació amb aquestes persones, en la mesura que generen sentiments d'inconformitat els mateixos per ser objecte d'aquests privilegis.
S'argumenta que aquest tipus de mesures parteixen de la necessitat de forçar un canvi en el mínim temps possible mitjançant la frase "Cum finis est licitus, etiam media sunt licita", que traduïda al Català és "Quan el fi és lícit, també ho són els mitjans". Erròniament atribuïda a Nicolau Maquiavel, va ser utilitzada pel casuísta Hermann Busenbaum en el llibre Medulla theologiae moralis, facili ac perspicua methodo resolvens casus conscientiae (1645). Corrents filosòfiques com la de Hannah Arendt han sigut les principals detractores d'aquesta ideologia.